# Adolf Grajewski
Adolf Grajewski, lit. Adolfas Grajevskis (ur. 1887 w Popenowie k. Taurogów, zm. 1 października 1967 w Ornecie) – polski adwokat, działacz mniejszości polskiej na Litwie, poseł na Sejm Ustawodawczy Litwy (1920–1922).

## Życiorys
Pochodził z osiadłej na Żmudzi rodziny ziemiańskiej. Uczęszczał do progimnazjum w Połądze, później pobierał nauki w niemieckiej szkole średniej w Mitawie. Studiował prawo na uniwersytecie petersburskim, po studiach poświęcił się pracy w adwokaturze.
W latach 1902–1904 pracował w Wilnie jako urzędnik Banku Ziemskiego Józefa Montwiłła. W 1905 objął funkcję prawnika przy kowieńskim sądzie okręgowym.
W latach 30. prowadził własną kancelarię adwokacką w Kownie.
Po 1945 wyjechał do Polski, gdzie osiadł na Warmii. Pod koniec życia zajmował się poezją.